# Красний Октябр (Шумерлинський район)
Красний Октя́бр (рос. Красный Октябрь, чув. Краснооктябрьски) — селище у складі Шумерлинського району Чувашії, Росія. Адміністративний центр Краснооктябрського сільського поселення.
Населення — 312 осіб (2010; 382 у 2002).
Національний склад:
- чуваші — 95 %